# 杉隆泰
杉 隆泰（すぎ たかやす）は、戦国時代の武将。大内氏の家臣。父は杉興頼（法名は宗珊）、子に杉鎮頼。周防国鞍掛山城主。

## 生涯
鞍掛杉氏は応永6年（1399年）に足利将軍家と大内氏から、周防国玖珂郡を拝領した一族であった。杉隆泰は、平時は山口に出仕して大内氏の領国統治に従事し、所領の玖珂郡は影響下の国人衆に統治を委任していた。なお、諱の「隆」の字は主君の大内義隆から偏諱を賜ったものである。
天文19年（1550年）7月19日、従五位下叙任。
天文24年（1555年、弘治元年）の厳島の戦いの後、毛利元就が周防国東部へ進出し、玖珂郡への侵攻を開始すると、隆泰はその矢面に立たされた。最初は毛利氏に臣従したものの、近隣の蓮華山城主椙杜隆康との関係もあり、毛利氏の攻撃を受けた。隆泰は居城の鞍掛山城に籠っていた際に奇襲に遭い、防戦に努めるも、ついに鞍掛山城は落城。隆泰は父の宗珊と共に討死した（鞍掛合戦）。享年31。法名は鐵真院殿享安元樹大居士。墓所は鞍掛山城の麓にある祥雲寺。
嫡子の専千代丸は、豊後国の戦国大名・大友義鎮（宗麟、大内義長の実兄）の許へ逃亡。一字を拝領して杉鎮頼と名乗り、天正6年（1578年）の耳川の戦いで戦死するまで、大友氏家臣として仕えた。

## 系譜[2]
- 父：杉興頼
- 母：不詳
- 妻：不詳
  - 男子：杉鎮頼 - 大友義鎮（宗麟)に仕えるが、天正6年（1578年）耳川の戦いで戦死